# Frontière entre le Japon et la Russie
La frontière entre le Japon et la Russie est la frontière séparant le Japon de la Russie. Cette délimitation est entièrement maritime.

## Histoire
En 1855, le Japon et la Russie signent le traité de Shimoda, déclarant que les deux nations pouvaient occuper l'île de Sakhaline, les Russes s'installant au nord et les Japonais au sud, sans qu'une frontière terrestre soit précisément tracée. La frontière maritime est en revanche fixée par l'acquisition de l'île d'Itouroup par les Japonais et d'Ouroup par les Russes.
En 1875, à la suite de la signature du traité de Saint-Pétersbourg, les Japonais cèdent le sud de Sakhaline aux Russes en échange de l'intégralité des îles Kouriles, la frontière devenant exclusivement maritime au premier détroit des Kouriles (entre le cap Lopatka du Kamtchatka et Choumchou), et du détroit de La Pérouse (entre Hokkaidō et Sakhaline).
En 1905, à la fin de la guerre russo-japonaise, les Russes et les Japonais signent le traité de Portsmouth. Par cet accord, le Japon récupérait la partie sud de Sakhaline  qui devenait la préfecture de Karafuto, tandis que l'Empire russe conservait les trois cinquièmes nord de celle-ci. La frontière entre les deux pays était fixée le long du 50e parallèle nord.

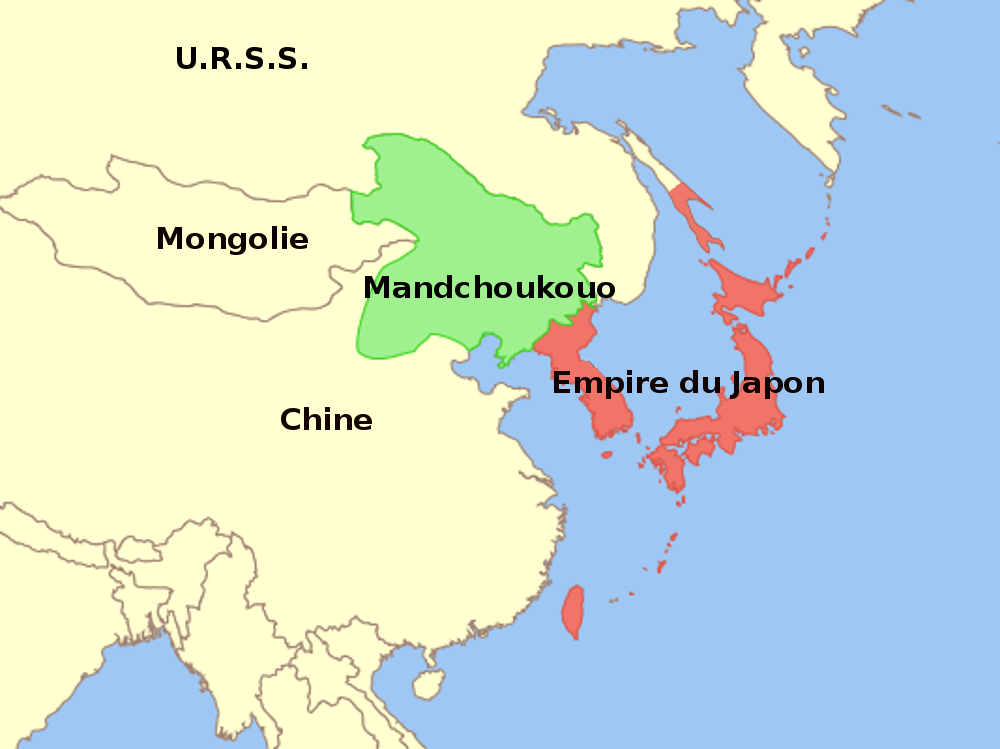
Frontières de 1931 à 1945.

Entre 1931 et 1945, la Mandchourie est occupée par l'empire du Japon dans le cadre de sa politique expansionniste. Les Japonais y créent un nouvel État, le Mandchoukouo, état satellite du Japon. La frontière russo-chinoise de 4 195 km devient ainsi contrôlée sur la rive droite du fleuve Amour par l'armée japonaise.
En 1945, les soviétiques envahissent et annexent Sakhaline et les îles Kouriles. En 1947, les résidents japonais ont été rapatriés au Japon. En 1951, par le traité de paix de San Francisco, le Japon renonce notamment aux îles Kouriles et à la partie sud de Sakhaline, mais le traité ne reconnait pas en revanche la souveraineté de l'Union soviétique (absent) sur ces territoires. En 1956, l'URSS et le Japon signent une déclaration commune mettant fin à l'état de guerre sans statuer officiellement sur ces îles.
Depuis, le Japon conteste l'occupation et revendique sa souveraineté sur les quatre îles au nord d'Hokkaidō, selon le tracé défini en 1855. 